# Мазроль (Верхние Пиренеи)
Мазро́ль (фр. Mazerolles, окс. Maderòlas) — коммуна во Франции, находится в регионе Юг — Пиренеи. Департамент — Верхние Пиренеи. Входит в состав кантона Три-сюр-Баиз. Округ коммуны — Тарб.
Код INSEE коммуны — 65308.

## География
Коммуна расположена приблизительно в 640 км к югу от Парижа, в 100 км западнее Тулузы, в 23 км к северо-востоку от Тарба.
Коммуна расположена в местности Бигорр. На востоке коммуны протекает река Буэс.

## Климат
Климат умеренно-океанический с солнечной тёплой погодой и обильными осадками на протяжении практически всего года.

## Население
Население коммуны на 2010 год составляло 118 человек.
| 1962 | 1968 | 1975 | 1982 | 1990 | 1999 | 2010 |
| ---- | ---- | ---- | ---- | ---- | ---- | ---- |
| 201  | 183  | 135  | 139  | 101  | 101  | 118  |

## Администрация
| Период | Период | Фамилия     | Партия | Примечания |
| ------ | ------ | ----------- | ------ | ---------- |
| 2001   | 2020   | Алин Жимено |        |            |

## Экономика
В 2010 году среди 58 человек трудоспособного возраста (15-64 лет) 45 были экономически активными, 13 — неактивными (показатель активности — 77,6 %, в 1999 году было 65,9 %). Из 45 активных жителей работали 41 человек (20 мужчин и 21 женщина), безработных было 4 (1 мужчина и 3 женщины). Среди 13 неактивных 4 человека были учениками или студентами, 7 — пенсионерами, 2 были неактивными по другим причинам.

## Фотогалерея

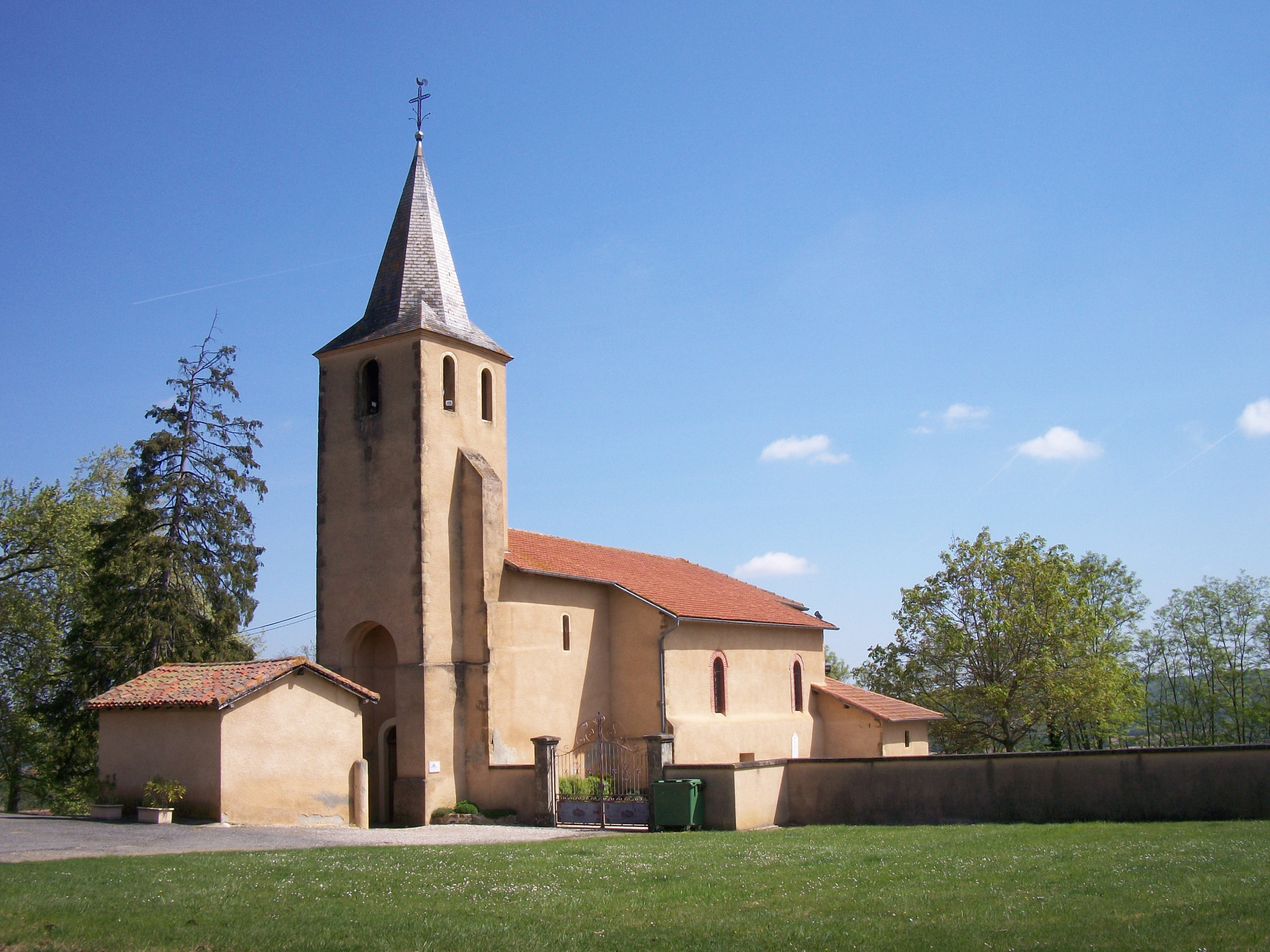
Церковь
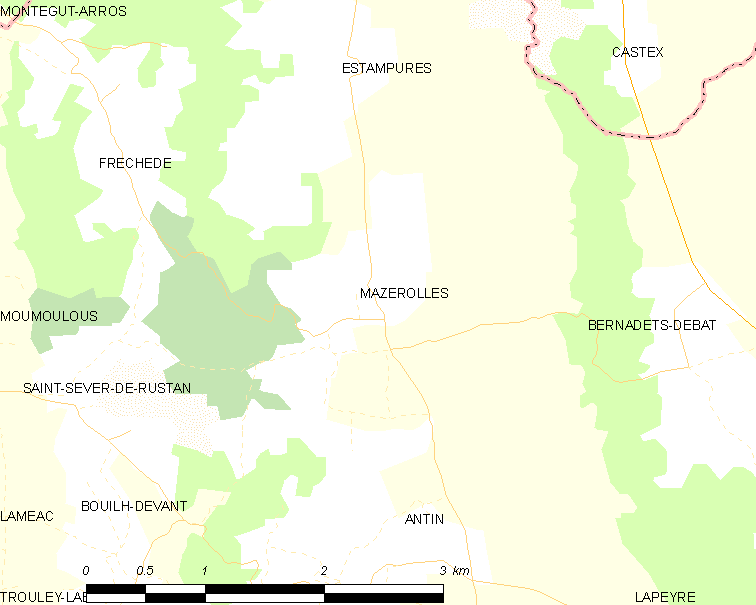
Карта коммуны